# Монтејн (певачица)
Џесика Алиса Серо (енгл. Jessica Alyssa Cerro; Сиднеј, 14. август 1995), са уметничким именом Монтејн (енгл. Montaigne), је аустралијска поп певачица, текстописац и музичарка.

## Биографија
Монтејн је рођена у Сиднеју 14. августа 1995. године. Њен отац Гас Серо је био професионални фудбалер који је играо у Аустралијској националној фудбалској лиги. Серо је изјавила да је њена "етничка позадина мешавина Аргентинаца, Шпанаца, Филипинаца и Француза".
У новембру 2012. године, Монтејн је потписала издавачки уговор са продукцијском кућом Albert Music и провела је наредне две године усавршавајући своје вештине писања песама под менторством Мајкла Шумовског. 
Године 2014. Монтејн је објавила свој први сингл „I Am Not an End“. Монтејн је потписала уговор о управљању и снимању са кућом Wonderlick Entertainment.
Монтејн је 6. децембра 2019. године, заједно са колегом певачем Дидиријем, проглашена је за два од десет извођача који учествују на националном финалу Аустралије Евровизија - Аустралија одлучује, победник би требало да представља Аустралију на Песми Евровизије 2020. године. Дана 8. фебруара 2020. победила је на такмичењу. Међутим, 18. марта 2020. ЕБУ објавио да је Песма Евровизије 2020. отказан због неизвесности изазване ширењем ковида 19.
Дана 2. априла 2020, СБС је потврдио да ће Монтејн представљати Аустралију на такмичењу 2021. године. Касније је СБС објавио да након процене ризика неће слати делегацију у Ротердам и да ће се уместо тога такмичити на даљину користећи унапред снимљени наступ уживо. Она се такмичила полуфиналу Евровизије 2021. године, али се није квалификовала у финале. Ово је био први пут у учешћу Аустралије на Евровизији да се аустралијски такмичар није пласирао у финале.

## Дискографија

### Студијски албуми
| Назив            | Година |
| ---------------- | ------ |
| Glorious Heights | 2016.  |
| Complex          | 2019.  |
| Making It!       | 2022.  |